# Aires gitanos
Aires gitanos (en alemán: Zigeunerweisen, Op. 20), es una obra musical para violín y orquesta o violín y piano en do menor. Fue escrita por el compositor español Pablo de Sarasate en 1878 y fue estrenada durante ese mismo año en Leipzig, Alemania. Está basada en la música gitana, especialmente en las zardas. Dura diez minutos aproximadamente. Es la obra más famosa de Sarasate y es una de las preferidas entre los virtuosos del violín. Algunos grandes violinistas han hecho grabaciones de esta obra en los últimos años, como por ejemplo Nigel Kennedy, Itzhak Perlman, Maksim Vengérov o Anne-Sophie Mutter. También lo han incluido en su repertorio otros muchos violinistas del siglo XX como Jascha Heifetz, David Óistraj o la joven María Dueñas.

## Composición
La obra está escrita únicamente en un movimiento, pero puede ser subdividida en cuatro fragmentos dependiendo del tempo:
1. Moderato: se inicia con una majestuosa y virtuosística introducción a cargo de la orquesta, que después es repetida de forma más suave por el violín solista.
2. Lento: el violín toca de forma lúgubre en compás de 4/4. Esta sección tiene el aspecto de una improvisación y la melodía, que está basada en pares de cuatro compases, tiene una gran dificultad técnica e incluye golpes de arco como el spiccato volante o el ricochet. Pablo de Sarasate usó la famosa canción gitana Csak egy szép lány (Sólo una chica hermosa).
3. Un poco piú lento: el compás cambia a 2/4. El violín solista toca una melancólica melodía con sordina. El ritmo de la melodía se caracteriza por los abundantes grupos de semicorcheas con corchea con puntillo. Este tiempo está extraído de la obra Csak egy szép lány del compositor austrohúngaro Szentirmay Elémer. El compositor austrohúngaro Franz Lehár utilizó también esta melodía en su Ungarische Fantasie Op.45, publicada en 1897.
4. Allegro molto vivace: en este punto, la música pasa a ser muy rápida. La parte del solista es muy exigente técnicamente y consta de dobles cuerdas, armónicos artificiales, pizzicato de mano izquierda y spiccato.